# Преображенка (Рязанская область)
Преображенка — село в Кадомском городском поселении Кадомского района Рязанской области.

## География
Расположено в 5-6 км к северо-западу от Кадома. К югу от села находится Беловский бор. Западнее села на холме располагается большой питомник растений.

## Население
| 1984 | 2010 | 2023 |
| ---- | ---- | ---- |
| 130  | ↘82  | ↘68  |

## Известные уроженцы
- Васильев, Александр Алексеевич — один из первых русских летчиков.

## Инфраструктура
Есть почтовое отделение и автобусная остановка.

## Транспорт
Село расположено вдоль трассы 61к-030 Кадом — Сасово. От села отходит дорога на запад до деревни Малое Лунино. Также от села отходит дорога на восток до села Старый Кадом.